# Palaeorhiza flavomellea
Palaeorhiza flavomellea är en biart som beskrevs av Cockerell 1910. Palaeorhiza flavomellea ingår i släktet Palaeorhiza och familjen korttungebin. Inga underarter finns listade i Catalogue of Life.